# Вулф-Пойнт (Монтана)
Вулф-Пойнт (англ. Wolf Point) — місто (англ. city) в США, в окрузі Рузвельт штату Монтана. Населення — 2517 осіб (2020).

## Географія
Вулф-Пойнт розташований за координатами 48°5′35″ пн. ш. 105°38′29″ зх. д. / 48.09306° пн. ш. 105.64139° зх. д. (48.093051, -105.641398).  За даними Бюро перепису населення США в 2010 році місто мало площу 2,27 км², уся площа — суходіл.

### Клімат
| Клімат : Вулф-Пойнт                | Клімат : Вулф-Пойнт | Клімат : Вулф-Пойнт | Клімат : Вулф-Пойнт | Клімат : Вулф-Пойнт | Клімат : Вулф-Пойнт | Клімат : Вулф-Пойнт | Клімат : Вулф-Пойнт | Клімат : Вулф-Пойнт | Клімат : Вулф-Пойнт | Клімат : Вулф-Пойнт | Клімат : Вулф-Пойнт | Клімат : Вулф-Пойнт | Клімат : Вулф-Пойнт |
| Показник                           | Січ.                | Лют.                | Бер.                | Квіт.               | Трав.               | Черв.               | Лип.                | Серп.               | Вер.                | Жовт.               | Лист.               | Груд.               | Рік                 |
| Абсолютний максимум, °C            | 13,9                | 21,7                | 26,7                | 35,0                | 38,9                | 44,4                | 41,7                | 42,8                | 40,6                | 33,9                | 23,3                | 18,9                | 44,4                |
| Середній максимум, °C              | −4,9                | −0,1                | 7,1                 | 15,9                | 22,3                | 27,3                | 31,1                | 30,8                | 23,8                | 16,2                | 5,2                 | −2,4                | 14,4                |
| Середня температура, °C            | −11,4               | −6,7                | 0,0                 | 7,8                 | 14,3                | 19,1                | 22,3                | 21,9                | 14,9                | 8,1                 | −1,4                | −8,9                | 6,7                 |
| Середній мінімум, °C               | −18                 | −13,4               | −7,1                | −0,3                | 6,2                 | 10,9                | 13,6                | 12,9                | 5,9                 | 0,0                 | −8,2                | −15,5               | −1                  |
| Абсолютний мінімум, °C             | −41,1               | −38,9               | −35                 | −17,8               | −8,3                | 0,6                 | 1,7                 | 1,1                 | −13,3               | −23,3               | −30                 | −42,2               | −42,2               |
| Норма опадів, мм                   | 11                  | 6                   | 13                  | 20                  | 43                  | 65                  | 47                  | 31                  | 31                  | 18                  | 10                  | 9                   | 304                 |
| ---------------------------------- | ------------------- | ------------------- | ------------------- | ------------------- | ------------------- | ------------------- | ------------------- | ------------------- | ------------------- | ------------------- | ------------------- | ------------------- | ------------------- |
| Джерело: NOAA (normals, 1971–2000) |                     |                     |                     |                     |                     |                     |                     |                     |                     |                     |                     |                     |                     |

## Демографія
Згідно з переписом 2010 року, у місті мешкала 2621 особа в 952 домогосподарствах у складі 635 родин. Густота населення становила 1157 осіб/км².  Було 1080 помешкань (477/км²).
Расовий склад населення:
| - 50,5 % — корінних американців - 42,5 % — білих - 1,2 % — азіатів - 0,2 % — чорних або афроамериканців |

До двох чи більше рас належало 5,5 %. Частка іспаномовних становила 1,6 % від усіх жителів.
За віковим діапазоном населення розподілялося таким чином: 29,1 % — особи молодші 18 років, 58,4 % — особи у віці 18—64 років, 12,5 % — особи у віці 65 років та старші. Медіана віку мешканця становила 33,7 року. На 100 осіб жіночої статі у місті припадало 88,4 чоловіків;  на 100 жінок у віці від 18 років та старших — 86,1 чоловіків також старших 18 років.
Середній дохід на одне домашнє господарство  становив 46 506 доларів США (медіана — 34 013), а середній дохід на одну сім'ю — 56 538 доларів (медіана — 50 298). Медіана доходів становила 31 739 доларів для чоловіків та 29 797 доларів для жінок. За межею бідності перебувало 22,3 % осіб, у тому числі 31,7 % дітей у віці до 18 років та 9,7 % осіб у віці 65 років та старших.
Цивільне працевлаштоване населення становило 1026 осіб. Основні галузі зайнятості: освіта, охорона здоров'я та соціальна допомога — 29,1 %, публічна адміністрація — 15,2 %, мистецтво, розваги та відпочинок — 13,5 %, роздрібна торгівля — 12,8 %.